# Таваков, Афанасий Никифорович
Афана́сий Ники́форович Таваков (4 (17) января 1918, дер. Орловка, ныне Саянского района Красноярского края — 25 декабря 2000, Красноярск) — участник Великой Отечественной войны, командир орудия 26-й гвардейской пушечной артиллерийской бригады 8-й пушечной артиллерийской дивизии 6-й гвардейской армии 1-го Прибалтийского фронта, гвардии сержант. Герой Советского Союза.

## Биография
Родился 4 января 1918 года в деревне Орловка. Окончил 7 классов. Работал прицепщиком и трактористом в местном колхозе.
Призван в армию в 1938 году. Участник боёв на реке Халхин-Гол. 19 июня 1941 года их часть секретно погрузили в эшелон (пушки на платформах) и 22 июня 1941 года выгрузили в спешном порядке недалеко от западной границы СССР. Участник Великой Отечественной войны с первого дня (22 июня 1941 года), сначала в боях в Белоруссии позже под Смоленском. Воевал на Калининском фронте, участвовал в боях под Великими Луками и Ржевом.
Член КПСС с 1943 года.
17 августа 1944 года гвардии сержант Таваков в ходе боёв в районе населённых пунктов Манчай и Белый (Стучкинский район Латвийской ССР) участвовал в отражении ожесточённых танковых контратак противника, прорвавшихся в районе города Шяуляя (Литва) вглубь советской обороны. В этом бою Таваков подбил 6 фашистских танков и не пропустил танковый прорыв, даже получив тяжёлое ранение.
Указом Президиума Верховного Совета СССР от 24 марта 1945 года за образцовое выполнение боевых заданий командования на фронте борьбы с немецкими захватчиками и проявленные при этом отвагу и геройство Афанасию Никифоровичу Тавакову было присвоено звание Героя Советского Союза с вручением ордена Ленина и медали «Золотая Звезда» (№ 7691).
После войны старшина А. Н. Таваков демобилизовался. Окончил партийную школу, работал в Саянах председателем сельпо, завхозом в райкоме партии, затем на металлургическом заводе в Красноярске. Был старшим инспектором, позднее председателем районного отдела социального обеспечения, вёл общественную военно-патриотическую работу среди молодёжи.
Умер 25 декабря 2000 года. Похоронен на Бадалыкском кладбище в Красноярске.
Награждён медалью «Золотая Звезда», орденами Ленина, Отечественной войны 1-й и 2-й степеней, Красной Звезды, медалями.